# Melissodes opuntiella
Melissodes opuntiella är en biart som beskrevs av Cockerell 1911. Melissodes opuntiella ingår i släktet Melissodes och familjen långtungebin. Inga underarter finns listade i Catalogue of Life.